# The Christmas Candle
Lumânarea de Crăciun (titlu original: The Christmas Candle) este un film de Crăciun americano-britanic  din 2013 regizat de John Stephenson. Rolurile principale au fost interpretate de actorii Susan Boyle, Hans Matheson și Samantha Barks. Scenariul se bazează pe un roman omonim de Max Lucado.

## Prezentare
În satul englez Gladbury există o legendă care spune că la fiecare douăzeci și cinci ani un înger vizitează făuritorul de lumânări al satului și atinge o singură lumânare. Cine aprinde lumânarea de Crăciun va avea parte de un miracol în Ajunul Crăciunului. Dar, în 1890, satul va fi electrificat...

## Distribuție
- Hans Matheson ca David Richmond
- Samantha Barks ca Emily Barstow
- Lesley Manville ca Bea Haddington
- Sylvester McCoy ca Edward Haddington
- James Cosmo ca Herbert Hopewell
- Susan Boyle ca Eleanor Hopewell
- Barbara Flynn ca Lady Camdon
- John Hannah ca William Barstow
- Jude Wright ca Charlie
- Emily Shewell ca Orphan Sarah

## Producție
Filmările au avut loc la Gloucestershire, Worcestershire și pe Insula Man.

## Vezi și
- 2013 în film
- Listă de filme creștine

Format:John Stephenson